# Al-Dżina
Al-Dżina (arab. الجينة) – miejscowość w Syrii, w muhafazie Aleppo. W 2004 roku liczyła 4188 mieszkańców.